# Белореченск
Белореченск (на руски: Белореченск) е град в Русия, административен център на Белореченски район. Населението му към 1 януари 2018 година е 52 082 души.

## Население
Населението на града през 2018 година е 52 082 души. Според преброяването през 2002 година в града има 54 028 души, от тях:
- 44 713 (82,8%) – руснаци
- 5588 (10,3%) – арменци
- 1218 (2,3%) – украинци
- 414 (0,8%) – гърци
- 245 (0,5%) – татари